# Home Reef
Home Reef je malý sopečný ostrov tvořený aktivním podmořským vulkánem, nacházející se v centrální části souostroví Tonga, přibližně v polovině vzdálenosti mezi ostrovy Metis a Late. První erupce vulkánu byly zaznamenány v druhé polovině 19. století (1852 a 1857). Nejsilnější erupce následovala na jaře roku 1984. Mrak sopečného popela a prachu této erupce dosáhl výšky přes 12 km. Pozůstatkem výbuchu byl ostrov s rozměry 500 ×1 500 m s útesy vysokými až 50 m. Další menší ostrůvek se vytvořil během erupce v roce 2006.